# Izkia Siches
Izkia Jasvin Siches Pastén (Arica, 4 de marzo de 1986) es una médica y política chilena. Fue la ministra del Interior y Seguridad Pública, desde el 11 de marzo hasta el 6 de septiembre de 2022, bajo el gobierno del presidente Gabriel Boric; convirtiéndose en la primera mujer en la historia de Chile en ocupar el cargo. Previamente fue presidenta del Colegio Médico de Chile (Colmed), entre mayo de 2017 y noviembre de 2021, tomando mayor relevancia tras el comienzo de la pandemia de COVID-19 en Chile en 2020.

## Biografía

### Primeros años y familia
Nació el 4 de marzo de 1986 en Arica, siendo la segunda hija del matrimonio compuesto por el contador Guido Said Siches Bahamondes y la tecnólogo médico Miriam Nora Pastén Ávalos. Vivió su infancia en la comuna de Maipú, en la ciudad de Santiago.
Se unió civilmente el 20 de mayo de 2019 en La Serena, región de Coquimbo, con Christian Antonio Yaksic Zúñiga. En abril de 2021 anunció el nacimiento de su hija Khala.

### Estudios y carrera profesional
Estudió en el colegio Instituto O’Higgins de Maipú y egresó "adelantada" en el año 2002. En 2004 ingresó a estudiar medicina en la Facultad de ese ramo en la Universidad de Chile. En 2008 fue encargada de campos clínicos de la Asociación de Estudiantes de Medicina. Creó, junto a unos de sus compañeros, la revista Hipocampo, donde se guarda la memoria surgen los sueños.
Tras graduarse como médica cirujana, se especializó en medicina interna e inició sus estudios en el magíster en salud pública de la Universidad de Chile. Desde 2014 laboró en la Unidad de Infectología del Hospital San Juan de Dios de la comuna de Quinta Normal, donde trató a personas viviendo con VIH.

## Vida política

### Dirigenta estudiantil y gremial

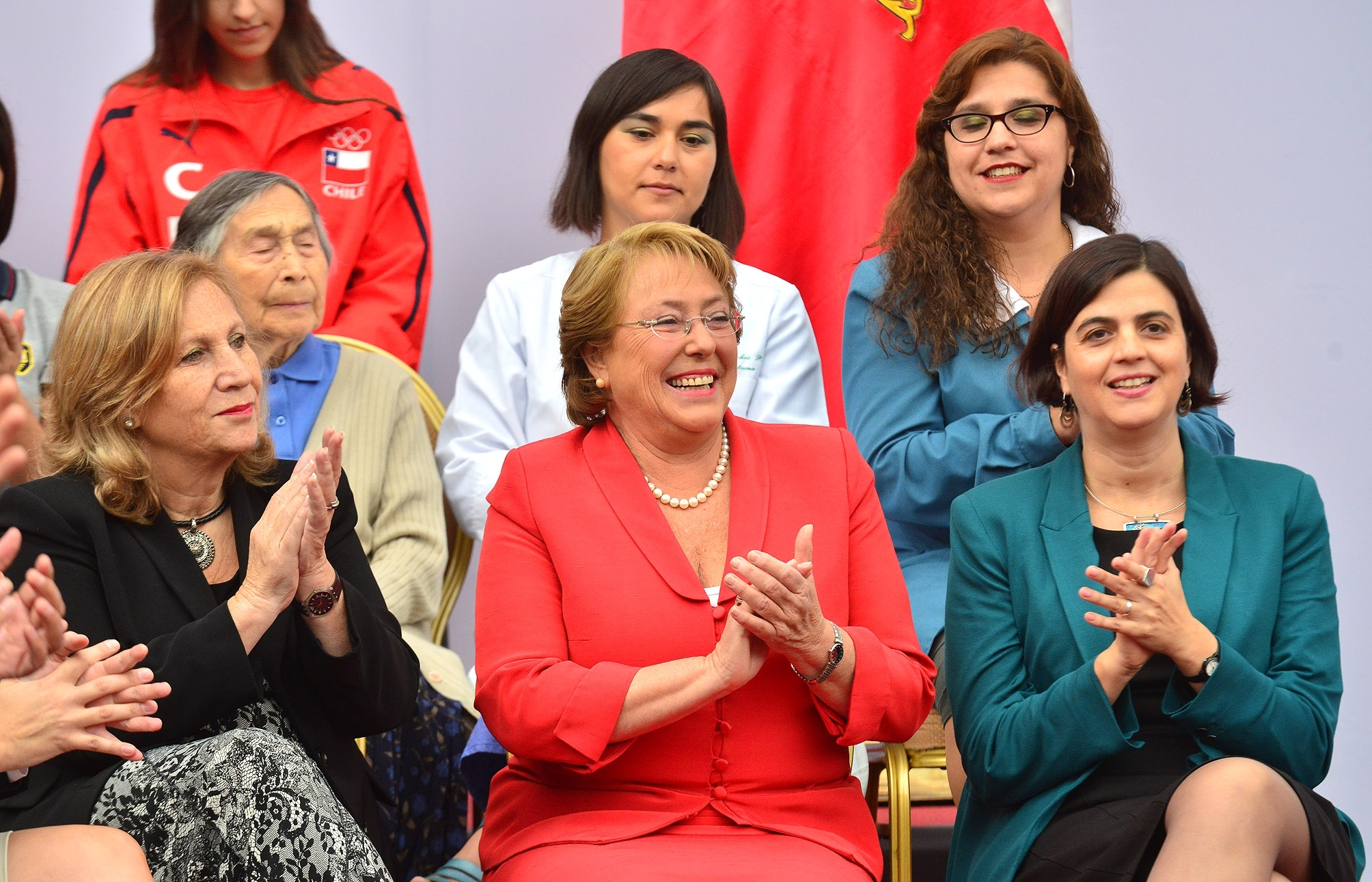
Siches (de blanco al fondo) con la entonces presidenta Bachelet y la ministra Molina en 2014.

Entró a militar a las Juventudes Comunistas de Chile (JJCC) al ingresar a la Universidad de Chile en 2004, sin embargo renunció a su militancia tres años más tarde, cuando realizaba su práctica en el campus clínico del Hospital San Juan de Dios.
En la universidad, fue presidenta del centro de estudiantes de la Facultad de Medicina Occidente y consejera de la Federación de Estudiantes (FECh). Luego, integró el Senado Universitario en el período 2010-2012.
En 2014 asumió como presidenta del Consejo Regional de Santiago del Colegio Médico de Chile (Colmed). Dos años más tarde ingresó a la organización «Médicos sin Marca».

### Presidenta del Colegio Médico
En 2017 fue elegida presidenta del Colmed, como la primera mujer en ocupar este cargo, así como la más joven. Derrotó con el 53% de los votos al sector del entonces presidente del gremio Enrique Paris. En ese momento, El Mercurio señaló que estaba ligada al Frente Amplio (FA), aunque ella se desmarcó de la política indicando que prefiere mantenerse al margen, y que en la lista que encabezó hay personas con diferentes ideas políticas.

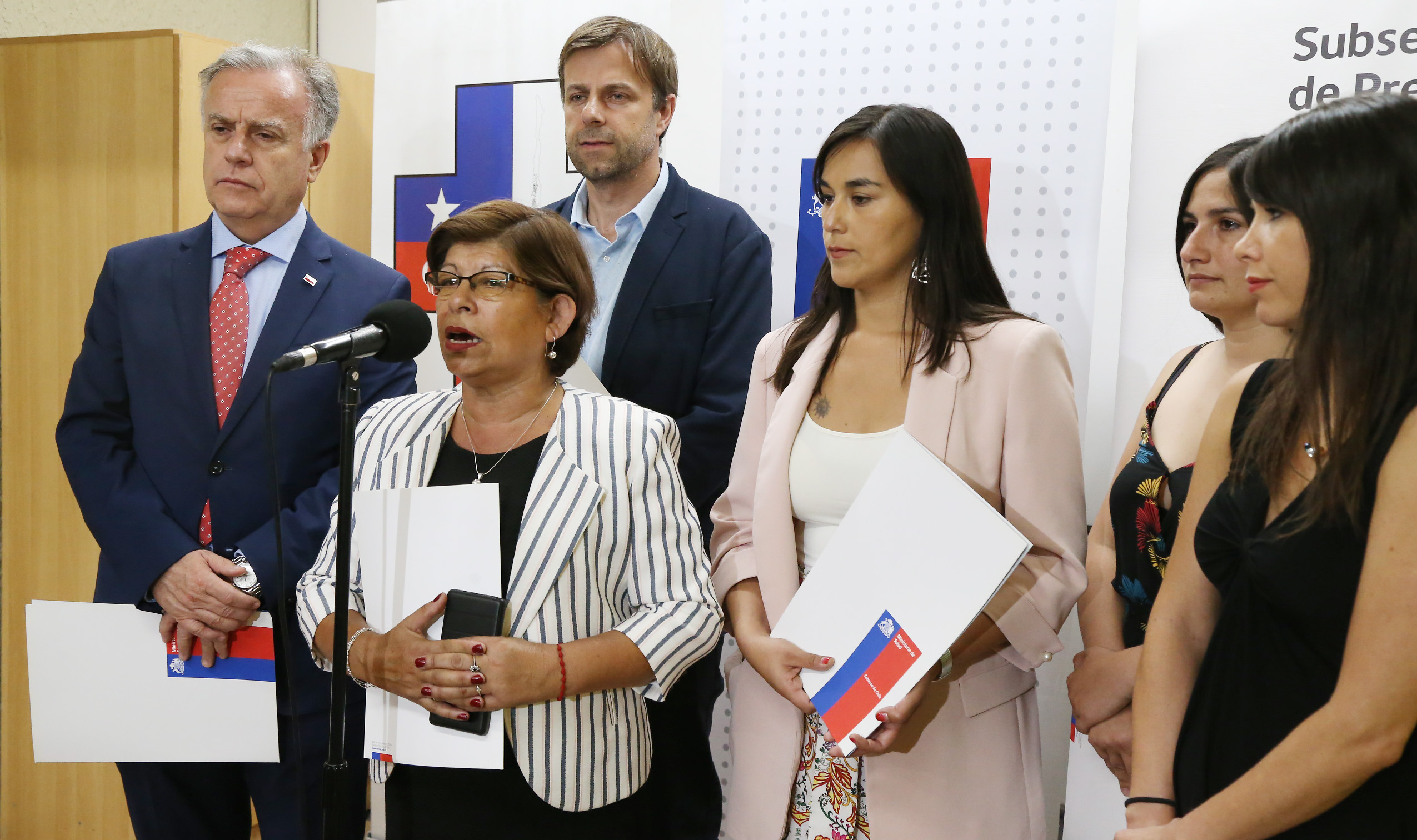
Siches, como presidenta del Colmed, en una actividad del Minsal en 2018.

En 2020 durante la pandemia de COVID-19 en Chile, su figura tuvo un papel preponderante debido a su rol como presidenta del Colegio Médico, mediando, recomendando o generando protocolos para una mejor contención del virus. Cuestionó al gobierno por el manejo de la crisis, con lo cual tuvo desencuentros y declaraciones cruzadas con personalidades oficialistas. Su aceptación popular aumentó al punto de aparecer como opción presidencial para la elección de noviembre de 2021, descartando una candidatura por falta de experiencia.
En diciembre de 2020, se presentó a la reelección en el Colegio Médico de Chile encabezando la lista «Transformando Junt@s el Colmed y la Salud de Chile», elección que tuvo una participación histórica (68,76 %) y en la cual su mesa directiva nacional resultó ganadora con el 51,78 % de las preferencias.
Se declara feminista, y desde su posición como presidenta del Colegio Médico exigió el respeto por los derechos de las mujeres, la paridad de género y protocolos para evitar cualquier tipo de abuso o acoso, participando además en marchas como en la del Día Internacional de la Mujer.

### Campaña presidencial de Boric
El 25 de noviembre de 2021 renunció a la presidencia del Colegio Médico para unirse a la campaña presidencial de Gabriel Boric, tomando el rol de jefa de campaña del abanderado de la coalición Apruebo Dignidad. Fue sucedida en el cargo gremial por el primer videpresidente del Colegio Médico, Patricio Meza Rodríguez. En la campaña de segunda vuelta asumió un rol protagónico, realizando una gira nacional que, según analistas y el propio comando de Boric, permitió revertir los malos resultados que había tenido el candidato en el norte del país para la primera vuelta.

### Ministra de Estado

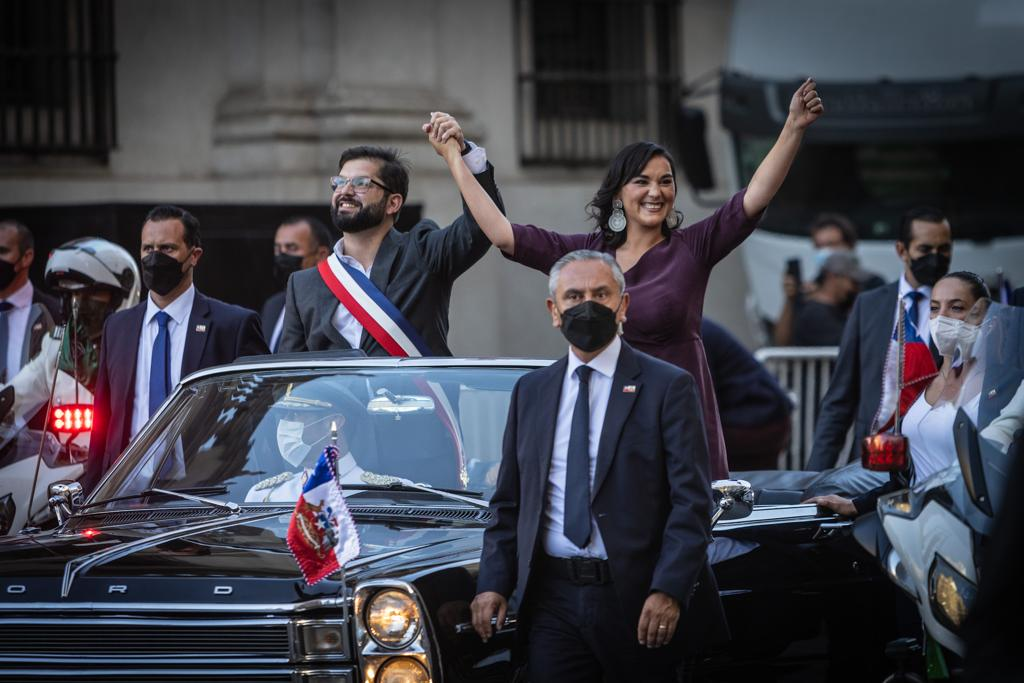
Izkia Siches junto al presidente Gabriel Boric durante su asunción, en marzo de 2022.

El 21 de enero de 2022, fue nombrada como ministra del Interior y Seguridad Pública por Gabriel Boric, ya investido como presidente electo, con lo cual se transformó en la primera titular mujer en la historia del Ministerio, así como la primera sin afiliación partidista desde el retorno a la democracia en 1990, y la primera de profesión médica desde 1959. Asumió el cargo el 11 de marzo de 2022, con el inicio formal de la administración. Entre otras disposiciones que posee el cargo, se encuentran según el artículo n° 29, capítulo IV (Gobierno) de la Constitución Política, el de asumir de acuerdo al orden de precedencia, como vicepresidente de la República «en caso de impedimento temporal o vacancia (generalmente por ausencia en el país del presidente en ejercicio)», por consiguiente, se convirtió en la primera vicepresidenta de la República de la historia, ejerciendo dicha función por primera vez entre los días 4 y 6 de abril del mismo año, con razón de una visita de Boric a Argentina.
El 6 de septiembre de 2022 sale del Ministerio del Interior tras el primer cambio de gabinete del Presidente Gabriel Boric. Poco antes de dimitir la encuesta Criteria la mostraba como el ministro con menor aprobación ante la opinión pública.

## Controversias

### Crítica visita improvisada
El 15 de marzo de 2022, la ministra pretendió realizar una visita improvisada a la comunidad mapuche Temucuicui en la Región de la Araucanía, con la finalidad de dialogar con los familiares de Camilo Catrillanca, sin embargo la actividad tuvo que ser suspendida al ser recibida la comitiva ministerial con disparos de parte de desconocidos y quemar árboles cercados al hecho del suceso. La visita improvisada de la ministra Siches fue criticada por parte de la oposición, sectores del oficialismo, así como también por un Lonko de Temucuicui, Víctor Queipul, quien indicó que la visita pretendía realizarse a la comunidad sin su consentimiento ni autorización. La visita fallida a Temucuicui influyó en la renuncia del coordinador de Asuntos Indígenas del gobierno Salvador Millaleo y de Rubén Sánchez Curihuentro, asesor de Siches en temas relacionados con las regiones del Biobío y La Araucanía.

### Uso de "Wallmapu"
El 24 de marzo de 2022, durante el Encuentro Icare: Agenda Política 2022, la ministra Siches abordó la situación actual de la zona sur del país, en especial la Región de la Araucanía a la cual se refirió con el nombre de Wallmapu, estas declaraciones causaron rechazo en Argentina ya que el territorio empleado por la ministra incluiría provincias argentinas como Chubut, Río Negro, Neuquén, La Pampa, Córdoba, Mendoza y Buenos Aires. Ante esto, el exministro de seguridad de la Provincia de Chubut Federico Massoni, respondió a la secretaria de Estado que "no existe ningún Wallmapu, existe la provincia de Chubut".

### Polémica de avión de inmigrantes
El 6 de abril de 2022, durante una sesión de la Comisión de seguridad ciudadana de la Cámara de Diputados, la ministra Siches realizó una acusación en contra del anterior gobierno del presidente Sebastián Piñera, indicando que se realizó un vuelo con ciudadanos venezolanos expulsados a Venezuela pero que retornó a Chile con todos sus pasajeros, cuestionando el resultado de la medida catalogando el hecho como algo "realmente gravísimo". Esta acusación generó un gran revuelo, el exministro del interior Rodrigo Delgado desde sus redes sociales desmintió las acusaciones de la ministra solicitándole mostrar los antecedentes de dicha acusación, sin embargo en la madrugada del mismo día mediante un comunicado en su cuenta de Twitter, la ministra Siches se disculpó con el exministro Delgado al emitir "información incorrecta" según sus palabras. El 5 de septiembre de 2022 la Contraloría emitió un dictamen al respecto señalando que la ministra había cometido una "falta de prolijidad" al emitir información falsa.

### Acusación constitucional
El 15 de junio de 2022, parlamentarios del Partido Republicano ingresaron una acusación constitucional en contra de la ministra Siches, argumento que la ministra había "fracasado" en los 100 días de su gestión a cargo de la seguridad pública, comprometer gravemente el honor y seguridad de la nación y cometer infracciones a la constitución, sin embargo el 12 de julio, la acusación fue rechazada por la Cámara de Diputados con 84 votos en contra.

## Reconocimientos
Fue elegida el Personaje del Año 2020 por la Asociación de Corresponsales de Prensa Internacional en Chile (ACPI), debido a que «se transformó en una figura de relevancia, logrando altos niveles de confianza y credibilidad en la opinión pública».
En 2021, la revista Time la destacó como una de las 100 líderes del futuro, siendo su reseña escrita por Michelle Bachelet. En marzo de ese año recibió el premio Exceptional Women of Excellence de parte del Women Economic Forum.